# Nimbuzz
Nimbuzz — агрегатор мобильных мессенджеров, представляющий сервисы мгновенного обмена сообщениями, показа местоположения и VoIP. Приложение распространяется на бесплатной основе. Существуют версии для мобильных устройств, PC и Web-приложение. Функциональность всех версий включает обмен сообщениями, показ местоположения, голосовые звонки (в том числе групповые), чаты (в том числе групповые) и обмен файлами. Приложение поддерживает следующие сервисы: Windows Live Messenger (MSN), Yahoo! Messenger, Google Talk, AIM, GaduGadu, Jabber и Twitter (а также 23 социальные сети, включая Facebook и MySpace).
Компания Nimbuzz была основана в 2006 Эвертом-Яп Люгтом (Evert Jaap Lugt) и Мартином Сминком (Martin Smink).
- Первоначальные капиталовложения в размере 10 000 000 USD были сделаны Mangrove Capital Partners (Skype), MIH Group (QQ, Mail.ru, Gadu-Gadu) и Holtzbrinck Ventures (StudiVZ, Kyte). Сделка была подписана 19 мая 2007[2].
- 1 июня 2008 на развитие проекта были получены дополнительные инвестиции в размере 15 000 000 USD от Naspers/MIH и Mangrove Capital Partners[3].

Головной офис Nimbuzz расположен в Роттердаме, Нидерланды. Филиалы открыты в Сан-Паулу (Бразилия), Кордобе (Аргентина) и Дели (Индия). Nimbuzz стал первым в истории агрегатором мессенджеров, получившим престижную награду Red Herring Global 100.

## Nimbuzz Mobile
Nimbuzz Mobile поддерживает более 3000 моделей мобильных устройств, работающих на различных ОС: Java, Symbian, iPhone OS, Android, а также 20 моделей Blackberry. Мобильное приложение работает с 3 видами голосовой связи: Dial-Up VoIP, VoIP и SIP. Кроме этого, приложение позволяло использовать Skype-аккаунт (до 31 октября 2010 года).
| Symbian | iPhone | Android |
| --- | --- | --- |
| • IM • Звонки: Dial-Up VoIP • Местоположение: Запрос местоположения, Личное сообщение и Статусные сообщения • Кинетическая прокрутка (для аппаратов тачскрин) | • Звонки: VoIP, SIP, Dial-Up VoIP • Местоположение: Личное сообщение и Статусные сообщения • Работа в фоновом режиме (iOS4) | • IM • Звонки: VoIP, SIP • Местоположение: Личное сообщение и Статусные сообщения • Сортировка контактов по статусу |

## Nimbuzz Web/Wap
Версия Nimbuzz для Web/WAP разработана для использования через браузер на стационарном компьютере или мобильном телефоне. Для использования этой версии не нужно скачивать программное обеспечение. Версия поддерживает также ОС Mac и Linux. Nimbuzz Web находится по адресу www.nimbuzz.com, WAP-версия — на www.m.nimbuzz.com.
| Wap              | Web              |
| ---------------- | ---------------- |
| Возможности • IM | Возможности • IM |

## Nimbuzz PC
| Windows XP и новее                                                                                  | Mac                                                                                                 | GNU/Linux |
| --------------------------------------------------------------------------------------------------- | --------------------------------------------------------------------------------------------------- | --------- |
| • IM • Звонки: VoIP, SIP • Местоположение: Личное сообщение и Статусные сообщения, Телефонная книга | • IM • Звонки: VoIP, SIP • Местоположение: Личное сообщение и Статусные сообщения, Телефонная книга |           |

## Партнеры Nimbuzz
Компания: StudiVZ, крупнейшая социальная сеть в Германии

Начало сотрудничества: 11 ноября 2008
Подробности:
Nimbuzz предоставляет сервис мгновенного обмена сообщениями для крупнейшей социальной сети Германии. «Все пользователи социальной сети смогут общаться со своими друзьями по StudiVZ на сайте или с помощью своего мобильного телефона. Сотрудничество с StudiVZ стало первой сделкой подобного рода. Такие же соглашения планируется заключить с компаниями в Турции, Азии и Италии».
StudiVZ — это крупнейшая немецкоязычная сеть, входящая в список крупнейших социальных сетей Европы. Сейчас в сервисе зарегистрировано более 12 миллионов пользователей из Германии, Австрии и Швейцарии.
Компания: 17 провайдеров SIP по всему миру
Начало сотрудничества: 18 ноября 2008
Подробности:
Партнеры продвигают сервис Nimbuzz на своих порталах: баннеры ведут на страницу регистрации и загрузки приложения.
«Партнерская программа Nimbuzz дает возможность провайдерам SIP предоставлять своим пользователям расширенный спектр VAS-услуг, таких как мобильная связь и интеграция в социальные сети. Благодаря Nimbuzz эти услуги могут быть внедрены быстро и без дополнительных затрат на разработку. Для уже существующих пользователей Nimbuzz сотрудничество с провайдерам SIP означает возможность звонить на междугородные и международные мобильные и фиксированные номера с помощью своего мобильного телефона или компьютера по значительно сниженной цене .»
| SIP partner          | Country      |
| A1 Mobilkom          | Austria      |
| Adepto Telecom       | India        |
| Amtelfone            | India        |
| Apnatelelink         | India        |
| EuteliaVoip          | Italy        |
| Gizmo5               | USA          |
| GLT GLOBAL TELELINKS | Switzerland  |
| ICTel                | South Africa |
| MWeb                 | South Africa |
| Sipgate              | Germany      |
| Skytel               | Serbia       |
| TerraSip             | Spain        |
| Tpad                 | UK/UAE       |
| Voiceglobe           | UK           |
| VOIP HIT             | India        |
| Vyke                 | UK/Norway    |
| Xeloq Communications | Holland      |

Партнер: Spice Mobiles

Начало сотрудничества: 17 декабря 2008
Подробности:
«Теперь во всех новых телефонных аппаратах Spice Mobiles будет предустановленно приложения Nimbuzz, позволяющее владельцам аппаратов обмениваться сообщениями и файлами, а также звонить друг другу всегда и везде. Аппараты будут продаваться через розничную сеть Spice Mobiles (более 25 000 точек). Появление нового приложения будет продвигаться на порталах производителя, в точках продаж и на wap-порталах.»
Компания: Toshiba

Начало сотрудничества: 16 февраля 2009
Подробности:
Nimbuzz объявляет о начале сотрудничества с Toshiba, в рамках которого Nimbuzz будет разрабатывать версии своего приложения по заказу департамента мобильных коммуникаций. По данному соглашению приложение будет предустанавливаться на аппараты Toshiba TG01.
Компания: Vyke

Начало сотрудничества: 16 февраля 2009
Подробности:
Сотрудничество между Vyke и Nimbuzz объединяет два направления деятельности компаний: платный сервис VoIP-сервис для мобильных устройств от Vyke, аналогичный, но бесплатный сервис от Nimbuzz и сервисы для обмена сообщениями. Стратегическое партнерство позволит Vyke влиться в уже существующую растущую и активную пользовательскую среду Nimbuzz, тем самым расширяя каналы привлечения новых пользователей.

## Достижения
Награды

Top Mobile 20, февраль 2009 — Лучший софт, Лучшее приложение мессенджера мгновенных сообщений, Лучшее приложение IP-телефонии, Лучший бесплатный софт 

Biz-news.com, февраль 2009 — Продукт года 2008, 2 место 

Red Herring,январь 2009 — Nimbuzz удостоен награды как участник рейтинга Global 100 и Global 200 среди технологических стартапов

Mobile 2.0 Europe, июль 2008 — Nimbuzz получает премию Best Mobile StartUp

AO Stanford Summit, , июль 2008 — Nimbuzz входит в рейтинг Global 250 (включает инновационные технологические компании с наибольшим рыночным потенциалом)

## Номинации
Mobile Monday Mobile Peer Awards, январь 2009 — Amsterdam Chapter

LeWeb,декабрь 2008 — Конкур StartUp Competition 